# Шабиханов, Сайхан Магомедович
Сайхан Магомедович Шабиханов (род. 13 марта 2002, Чечня) — российский дзюдоист, победитель и призёр этапов Кубка Европы 2019 года среди кадетов, серебряный призёр первенства Европы среди кадетов 2019 года, чемпион России 2024 года, мастер спорта России. Выступает в лёгкой весовой категории (до 73 кг).
В октябре 2024 года в финале чемпионате России в Сочи на последних секундах вырвал победу у Дмитрия Кузнецова из Свердловской области.
Чеченец.

## Спортивные результаты
- Этап Кубка Европы по дзюдо 2019 года среди кадетов (Тула) — ;
- Этап Кубка Европы по дзюдо 2019 года среди кадетов (Берлин) — ;
- Этап Кубка Европы по дзюдо 2019 года среди кадетов (Коимбра) — ;
- Первенство Европы по дзюдо 2019 года среди кадетов (Варшава) — ;
- Европейский юношеский олимпийский фестиваль по дзюдо 2019 года среди кадетов (Баку) — ;
- Чемпионат России по дзюдо 2024 — ;